# Gare de Saint-Sulpice-Laurière
Gare de Saint-Sulpice-Laurière – stacja kolejowa w Saint-Sulpice-Laurière, w departamencie Haute-Vienne, w Nowa Akwitania, we Francji.
Została otwarta w 1856 przez Compagnie du chemin de fer de Paris à Orléans (PO). Jest przystankiem kolejowym Société nationale des chemins de fer français (SNCF), obsługiwaną przez pociągi Intercités, TER Auvergne, TER Centre i TER Limousin.

## Położenie
Znajduje się na wysokości 397 m n.p.m., na 368,138 km linii Orlean – Montauban, między stacjami Bersac i La Jonchère. Jest również stacją końcową linii z Montluçon.